# Rebekah Johnson
Rebekah Johnson (n. 3 septembrie 1976) este o cântăreață, compozitoare și actriță de film americană.

## Filmografie
- Latter Days  (2003)
- Liberty Heights (1999)
- As Good As It Gets (1997)
- Ruby Jean and Joe (1996)

## Discografie
- Remember to Breathe (1998)
- The Trouble With Fiction (2005)